# Bad trip
Een bad trip is een panische reactie die kan voorkomen na het gebruik van een psychedelisch of hallucinogeen middel, zoals lsd of paddo's. Aangezien het woord "trip" altijd verwezen heeft naar de effecten van psychedelische middelen, kunnen paniekreacties die het gevolg zijn van alcoholmisbruik of inname van verdovende of stimulerende drugs per definitie geen "bad trip" genoemd worden.
Vaak is er sprake van bestaande psychische problemen en/of combinatie van verschillende drugs waaronder alcohol. In de regel treden bad trips op wanneer het middel gebruikt wordt in een onrustige omgeving en zonder goede voorbereiding en begeleiding.
Een bad trip kan zich als volgt uiten:
- Angstaanjagende visioenen, met ogen dicht of open
- Vervorming van het gezicht van andere mensen
- Niet meer kunnen bevatten wat er aan de hand is
- Denken dat de trip nooit meer zal eindigen
- Een zich steeds herhalende negatieve gedachtenspiraal
- Angst voor mensen in de omgeving, of extreme onrust
- Agressie tegen zichzelf of mensen in de omgeving

Wie in een bad trip beland is, ziet geen uitweg uit de benarde situatie. In die context zou men domme dingen kunnen doen en zichzelf kunnen verwonden. In sommige gevallen vergeet de gebruiker dat hij een psychedelisch middel heeft gebruikt, of kan gedacht worden dat waanbeelden echt zijn of niet meer weg gaan, of dat de wereld zich tegen hem heeft gekeerd. Dit kan leiden tot het inroepen van hulp van een ambulance of ziekenhuisopname. In veruit de meeste gevallen is hulp van ambulancepersoneel ter plaatse voldoende. Sommige mensen moeten worden opgenomen in het ziekenhuis, maar kunnen na een aantal uur weer naar huis.
Eigenlijk kunnen ritten in de ambulance of bezoekjes aan het ziekenhuis beter vermeden worden, aangezien deze de paniek en desoriëntatie kunnen verergeren, vooral als het ziekenhuispersoneel geen ervaring heeft met of theoretisch begrip van psychedelische middelen. Indien mogelijk moet daarom geprobeerd worden om ter plaatse de trip in goede banen te leiden, of naar een omgeving te gaan die rustig, warm en veilig is, waar muziek opgezet kan worden en de lichten gedimd kunnen worden.

## Tegengaan van een bad trip
De beste manier om een bad trip tegen te gaan is preventief. Je kunt het beste geen psychedelische middelen gebruiken wanneer je je lichamelijk of geestelijk niet goed voelt. Nog belangrijker is de plaats en het gezelschap: in een vreemde, drukke omgeving is de kans op een bad trip groter dan wanneer je thuis tript, in de aanwezigheid van een ervaren "sitter".
In de meeste gevallen kan iemand die een bad trip heeft gekalmeerd worden door iemand die hij of zij vertrouwt. Die persoon kan het slachtoffer herhaaldelijk laten weten dat zijn angsten het gevolg zijn van drugsgebruik en dat de effecten binnen een paar uur zullen verdwijnen. Maar aangezien begrippen als "drugsgebruik" en "een paar uur" voor degene die de ervaring ondergaat niet goed te bevatten zijn, heeft dit niet altijd zin. Bovendien zijn veel van de effecten niet het gevolg van drugsgebruik, maar van wat de persoon in kwestie in zijn hele leven meegemaakt heeft, zoals bijvoorbeeld emotionele en lichamelijke trauma's, of huidige problemen zoals stress, liefdesverdriet etc.
Omdat de bad trip een psychisch effect is, kan suggestie goed werken. Als de persoon gelooft dat de effecten onder bepaalde omstandigheden veranderen, dan is dat vaak ook zo. Psychotherapeut Stanislav Grof waarschuwt echter dat men voorzichtig moet zijn met suggestie, omdat de persoon onder invloed van het middel ook zeer gevoelig is voor manipulatie en leugens, en het toepassen van suggestie de belangrijke vertrouwensband zou kunnen schaden.
Kalmeringsmiddelen, zoals bijvoorbeeld Benzodiazepinen, kunnen gebruikt worden om de persoon te kalmeren, maar dienen zo veel mogelijk vermeden te worden aangezien ze belangrijke psychodynamische processen kunnen "bevriezen" waardoor de persoon in kwestie later last kan krijgen van flashbacks. Stanislav Grof benadrukt in zijn boeken "LSD Psychotherapy" en "Psychology of the Future" dat het geen probleem is als er tijdens psychedelische ervaringen periodes van angst, paniek, pijn, verdriet of verwarring zijn, zolang men de ervaringen maar weet te integreren. Dat gaat het beste als het proces niet onderbroken wordt, maar juist met volle aandacht wordt beleefd. Zijn benadering van een bad trip, die hij zelf "spiritual emergency" of "psychospiritual crisis" noemt, is de persoon aan te moedigen om de aandacht naar binnen te richten en zich over te geven aan de innerlijke processen die plaatsvinden. In de context van recreatief drugsgebruik betekent dit dat de persoon in kwestie zo snel mogelijk naar een rustige omgeving moet worden gebracht, er rustgevende muziek opgezet moet worden, en de persoon aangemoedigd moet worden om de ogen te sluiten.
Suikers kunnen de bloedsuikerspiegel verhogen, waardoor volgens sommigen het effect van psychedelica minder zou kunnen worden, maar een wetenschappelijke verklaring voor dit principe ontbreekt. Een andere opvatting is dat Vitamine C de intensiteit van de trip zou kunnen verminderen of deze zelfs zou kunnen laten beëindigen, maar ook daarvoor bestaat geen farmacologische verklaring.
Het is belangrijk om te beseffen dat bad trips meestal niet te maken hebben met de intensiteit van het middel, maar met de intensiteit van de onderliggende emotionele processen. Er zijn mensen die geloven dat wanneer een trip goed verwerkt en geïntegreerd wordt, dit bijzonder heilzaam kan zijn, zelfs als sommige fasen van de trip beangstigend waren. Maar wordt de natuurlijke voortgang onderbroken en de symptomen van dit soort emotionele processen onderdrukt door onnodig gebruik van kalmeringsmiddelen of bemoeienis van mensen die zelf geen ervaring hebben met psychedelische middelen, dan kan men er nog lange tijd last van ondervinden.

## Oorsprong van een bad trip
De Amerikaanse psycholoog en enthousiast gebruiker van psychedelische middelen Timothy Leary deed in de jaren 60 onderzoek naar bad trips. Hij kwam tot de conclusie dat 'bad trips' het gevolg moesten zijn van de verkeerde stemming en situatie (set and setting) waarin sommige gebruikers verkeren op het moment dat zij de psychedelische middelen innemen. Een simpele, tijdelijke oplossing voor bad trips was volgens Leary suiker, daar veel gebruikers van hallucinogenen vergaten te eten, waardoor de suikerspiegel van deze mensen vaak te laag was.
De Britse psycholoog R.D. Laing was van mening dat bad trips veroorzaakt werden door de drang van het lichaam om zichzelf zo spoedig mogelijk te genezen.
De meest uitgebreide analyse van bad trips en andere vervelende psychedelische ervaringen is te vinden in de boeken van psychiater en voormalig LSD-onderzoeker Stanislav Grof, met name in zijn boeken "The Stormy Search for the Self" en "Spiritual Emergency".

## Classificatie
- ICD-10: F16
- DSM-IV: 292.11 (Drug-induced psychotic disorder met wanen), 292.12 (idem met hallucinaties)